# 风险中性
风险中性（英語：Risk-neutral measure）指在投资中，既无风险回避，也无风险寻求的一种偏好。例如投资产品折现损益相同时，投资者对风险资产和无风险资产偏好中立。